# Фенолфталеин
Фенолфталеинът (C20H14O4) е безцветно кристално вещество с точка на топене 262 °C и плътност 1,3. Той е типичен основен индикатор. Не се разтваря във вода. Разтворът на фенолфталеина в алкохол се използва (в аналитичната химия) за индикатор на алкална среда — получава хиноидна структура на единия фенолен пръстен (добива тъмновиолетово-червен, „малинов“ цвят) в присъсътвието на алкални хидроксиди (pH>9,6), а след това в кисела среда се възстановява солевата безцветна форма. Намира приложение също така при производството на багрила, а в медицината — като слабително средство. Открит е от Адолф фон Байер през 1871 г. Получава се чрез взаимодествие на фталов анхидрид с фенол.
| Вид       | H3In+           | H2In                          | In2−           | In(OH)3−      |
| Структура |                 |                               |                |               |
| Модел     |                 |                               |                |               |
| pH        | <0              | 0−8.2                         | 8.2−12.0       | >12.0         |
| Изменение | силно киселинен | киселинен или почти неутрален | основен        | силно основен |
| Цвят      | оранжев         | безцветен                     | малиновочервен | безцветен     |
| Картинка  |                 |                               |                |               |